# Ain't a Damn Thang Changed
| Críticas profissionais | Críticas profissionais |
| Avaliações da crítica  | Avaliações da crítica  |
| Fonte                  | Avaliação              |
| ---------------------- | ---------------------- |
| Allmusic               | [ 1 ]                  |

Ain't a Damn Thang Changed é o primeiro álbum de estúdio do grupo de rap americano WC and the Maad Circle.
O álbum alcançou o #52 da parada americana Top R&B/Hip-hop albums.

## Lista de faixas
| #  | Título                        | Participação(ões)                                    | Produtor(es)                             | Duração |
| -- | ----------------------------- | ---------------------------------------------------- | ---------------------------------------- | ------- |
| 1  | "Intro"                       |                                                      | Crazy Toones, Sir Jinx                   | 1:07    |
| 2  | "Ain't a Damn Thang Changed"  |                                                      | Sir Jinx, WC, Chilly Chill, Crazy Toones | 3:32    |
| 3  | "The Break Up (Skit)"         | Cassanova Jeff, Crazy Toones                         |                                          | 0:27    |
| 4  | "Behind Closed Doors"         | Dawn Silva, Jackie Simley, M.L. Davis                | Sir Jinx, WC, Chilly Chill, Crazy Toones | 4:47    |
| 5  | "Out on a Furlough"           | Cassanova Jeff, Chilly Chill, Jazzy D, Mike, Big Gee | Sir Jinx, WC, Crazy Toones               | 5:18    |
| 6  | "A Crazy Break"               | J-Dee                                                | Crazy Toones                             | 0:56    |
| 7  | "Caught n a Fad"              |                                                      | Sir Jinx, WC, Chilly Chill               | 3:57    |
| 8  | "Fuck My Daddy"               | Foe Doe Taylor, Lil' Dee, Big Gee                    | Sir Jinx, WC                             | 3:58    |
| 9  | "Back on the Scene"           |                                                      | Crazy Toones                             | 1:06    |
| 10 | "Get Up on That Funk"         | Chilly Chill, Jazzy D, Big Gee                       | Sir Jinx, WC                             | 3:50    |
| 11 | "Gettin' Looped / Dress Code" | Big Gee                                              | Sir Jinx, WC, Chilly Chill, Crazy Toones | 4:01    |
| 12 | "Smokers La La Bye"           | Kaeco                                                | Crazy Toones, Sir Jinx                   | 1:16    |
| 13 | "You Don't Work, U Don't Eat" | J-Dee, MC Eiht & Ice Cube                            | Crazy Toones, Sir Jinx                   | 4:27    |
| 14 | "Grandma Locked Out (Skit)"   | Sir Jinx                                             | WC                                       | 0:37    |
| 15 | "Ghetto Serenade"             |                                                      | Sir Jinx, WC, Crazy Toones               | 4:04    |
| 16 | "Back to the Underground"     |                                                      | Sir Jinx, WC                             | 3:41    |
| 17 | "A Soldier's Story"           | Dawn Silva, Jackie Simley, M.L. Davis                | Sir Jinx                                 | 2:45    |

## Samples
- "Ain't A Damn Thing Changed"
  - "Colour Me Funky" de Parliament
- "The Break Up (Skit)"
  - "Agony of Defeet" de Parliament
- "Behind Closed Doors"
  - "More Peas" de Fred Wesley
- "Out on a Fourlough"
  - "Thank You for Takin' Me To Africa" de Sly & The Family Stone
- "Caught In A Fad"
  - "Shout" de Tears for Fears
- "Get Up on The Funk"
  - "Get Up Offa That Thing" de James Brown
- "A Soldier's Story"
  - "My Woman" de Sun
  - "More Ounce" de Bobby Demo
- "Ghetto Serenade"
  - "You Got Something" de B.T. Express
  - "Gamin' On Ya" de Parliament
- "You Don't Work, You Don't Eat"
  - "Mind Power" de James Brown
  - "Superman Lover" de Johnny "Guitar" Watson
  - "Theme From The Black Hole" de Parliament
  - "More Bounce to the Ounce" de Zapp
  - "Pull Fancy Dancer/Pull" de One Way